# Hilara hyperborea
Hilara hyperborea är en tvåvingeart som beskrevs av Frey 1915. Hilara hyperborea ingår i släktet Hilara och familjen dansflugor. Inga underarter finns listade i Catalogue of Life.